# العلاقات الجورجية الناوروية
العلاقات الجورجية الناوروية هي العلاقات الثنائية التي تجمع بين جورجيا وناورو.

## مقارنة بين البلدين
هذه مقارنة عامة ومرجعية للدولتين:
| وجه المقارنة                                              | جورجيا                          | ناورو                          |
| --------------------------------------------------------- | ------------------------------- | ------------------------------ |
| المساحة (كم2)                                             | 69.70 ألف                       | 21                             |
| عدد السكان (نسمة)                                         | 3.72 مليون                      | 10.08 ألف                      |
| الكثافة السكانية (ن./كم²)                                 | 53.37                           | 48.00 ألف                      |
| العاصمة                                                   | تبليسي، كوتايسي                 | ضاحية يارين                    |
| اللغة الرسمية                                             | اللغة الجورجية، اللغة الأبخازية | اللغة الناورونية، لغة إنجليزية |
| العملة                                                    | لاري جورجي                      | دولار أسترالي                  |
| الناتج المحلي الإجمالي (بليون دولار)                      | 15.16 مليار                     | 113.88 مليون                   |
| الناتج المحلي الإجمالي (تعادل القوة الشرائية) بليون دولار | 35.68 مليار                     | 162.98 مليون                   |
| الناتج المحلي الإجمالي الاسمي للفرد دولار أمريكي          | 3.79 ألف                        | 9.83 ألف                       |
| الناتج المحلي الإجمالي للفرد دولار أمريكي                 |                                 |                                |
| مؤشر التنمية البشرية                                      | 0.754                           |                                |
| رمز المكالمات الدولي                                      | +995                            | +674                           |
| رمز الإنترنت                                              | .ge، .გე ‏                       | .nr                            |
| المنطقة الزمنية                                           | ت ع م+04:00                     | ت ع م+12:00                    |

## منظمات دولية مشتركة
يشترك البلدان في عضوية مجموعة من المنظمات الدولية، منها:
| علم المنظمة | اسم المنظمة              | تاريخ انضمام جورجيا | تاريخ انضمام ناورو |
| ----------- | ------------------------ | ------------------- | ------------------ |
|             | الاتحاد الدولي للاتصالات | 7 يناير 1993        | 10 يونيو 1969      |
|             | الاتحاد البريدي العالمي  | ?                   | ?                  |
|             | يونسكو                   | 7 أكتوبر 1992       | 17 أكتوبر 1996     |
|             | الأمم المتحدة            | 31 يوليو 1992       | 14 سبتمبر 1999     |

## وصلات خارجية
- موقع وزارة الخارجية الجورجية